# Königliche Akademien in Schweden
Königliche Akademien (schwedisch kungliga akademier)  sind in Schweden staatlich unabhängige Einrichtungen, welche die Lehre und Forschung in den Bereichen der Kunst, Kultur und Wissenschaften fördern.

## Kunst und Kultur
- Schwedische Akademie
- Königlich Schwedische Kunstakademie Stockholm (eigentlich: Königliche Akademie der freien Künste, Stockholm)
- Königlich Schwedische Musikakademie Stockholm
- Königlich Schwedische Akademie der Literatur, Geschichts- und Altertumsforschung

## Wissenschaften
- Königlich Schwedische Akademie der Wissenschaften
- Königlich Schwedische Akademie der Ingenieurwissenschaften
- Königlich Schwedische Akademie für Forst- und Landwirtschaft
- Königliche Gustav-Adolfs-Akademie für schwedische Volkskultur (Kungliga Gustav Adolfs Akademien för svensk folkkultur)

## Militär
- Königlich Schwedische Akademie der Militärwissenschaft
- Königlich Schwedische Akademie der Marinewissenschaft

## Gesellschaften mit königlicher Charter
- Königliche Wissenschafts- und Literaturgesellschaft in Göteborg
- Königliche Physiographische Gesellschaft in Lund
- Königliche Gesellschaft der Wissenschaften in Uppsala